# Этюд (театр)
Театральный этюд — упражнение для развития актёрской техники. Этюды — необходимый элемент в занятиях по актёрскому мастерству. Они могут быть разные по содержанию, стилистике, задачам, сложности. С помощью этюдов в актёрском мастерстве начинающих учат, как строить историю, работать над собой, а также с партнером. Для начала используются такие этюды как «беспредметка» и «животные».
Задача этюдов — научить актёра работать не только в неожиданных условиях, например, если на сцене актёр или его партнёр забыли текст или происходит другая непредвиденная ситуация, то актёр должен не растеряться, а быстро подхватить, действием или словом, сцену, но и в предлагаемых обстоятельствах. В этюде актёр учится ощущать пространство, видеть партнера. Также благодаря импровизационной практике можно познать свои способности и недостатки игры на сцене.